# Liste der Resolutionen des UN-Sicherheitsrates (2008)
Diese Liste der Resolutionen des UN-Sicherheitsrates nennt die 65 vom Sicherheitsrat der Vereinten Nationen im Jahr 2008 verabschiedeten Resolutionen.
| Nummer | Beschluss vom | Gegenstand                                                                                                 | Mission |
| ------ | ------------- | --- | ------- |
| 1795   | 15. Januar    | Situation in der Elfenbeinküste                                                                            |         |
| 1796   | 23. Januar    | Situation in Nepal                                                                                         |         |
| 1797   | 30. Januar    | Situation in der Demokratischen Republik Kongo                                                             |         |
| 1798   | 30. Januar    | Situation zwischen Eritrea und Äthiopien                                                                   |         |
| 1799   | 15. Februar   | Situation in der Demokratischen Republik Kongo                                                             |         |
| 1800   | 20. Februar   | Internationaler Strafgerichtshof für das ehemalige Jugoslawien                                             |         |
| 1801   | 20. Februar   | Situation in Somalia (Verlängerung der Mission um sechs Monate)                                            | AMISOM  |
| 1802   | 25. Februar   | Situation in Osttimor                                                                                      |         |
| 1803   | 3. März       | Nichtverbreitung von Kernwaffen (non-proliferation)                                                        |         |
| 1804   | 13. März      | Situation in der Region der Großen Seen Afrikas                                                            |         |
| 1805   | 20. März      | Exekutivdirektorium des Ausschusses zur Bekämpfung des Terrorismus                                         |         |
| 1806   | 20. März      | Situation in Afghanistan                                                                                   | UNAMA   |
| 1807   | 31. März      | Situation in der Demokratischen Republik Kongo (Verlängerung des Waffenembargos bis zum 31. Dezember 2008) |         |
| 1808   | 15. April     | Situation in Georgien                                                                                      |         |
| 1809   | 16. April     | Frieden und Sicherheit in Afrika                                                                           |         |
| 1810   | 25. April     | Nichtweiterverbreitung von Massenvernichtungswaffen                                                        |         |
| 1811   | 29. April     | Situation in Somalia                                                                                       |         |
| 1812   | 30. April     | Berichte des Generalsekretärs über Sudan                                                                   |         |
| 1813   | 30. April     | Situation in der Westsahara                                                                                |         |
| 1814   | 15. Mai       | Situation in Somalia Schutz für Lieferungen des World Food Programmes                                      |         |
| 1815   | 2. Juni       | Situation im Nahen Osten                                                                                   |         |
| 1816   | 2. Juni       | Situation in Somalia Bekämpfung der (Piraterie vor der Küste Somalias)                                     |         |
| 1817   | 11. Juni      | Situation in Afghanistan                                                                                   |         |
| 1818   | 13. Juni      | Situation in Somalia (Piraterie vor der Küste Somalias)                                                    |         |
| 1819   | 18. Juni      | Situation in Liberia                                                                                       |         |
| 1820   | 19. Juni      | Frauen und Frieden und Sicherheit                                                                          |         |
| 1821   | 27. Juni      | Situation im Nahen Osten                                                                                   |         |
| 1822   | 30. Juni      | Gefahr für Frieden und Sicherheit durch terroristische Anschläge                                           |         |
| 1823   | 10. Juli      | Situation in Ruanda                                                                                        |         |
| 1824   | 18. Juli      | Internationaler Strafgerichtshof für Ruanda                                                                |         |
| 1825   | 23. Juli      | Brief des UN-Generalsekretärs vom 2. November 2006 (S/2006/920)                                            |         |
| 1826   | 29. Juli      | Situation in der Elfenbeinküste                                                                            |         |
| 1827   | 30. Juli      | Situation zwischen Eritrea und Äthiopien                                                                   |         |
| 1828   | 31. Juli      | Bericht des Generalsekretärs zum Sudan                                                                     |         |
| 1829   | 4. August     | Situation in Sierra Leone                                                                                  |         |
| 1830   | 7. August     | Situation im Irak                                                                                          |         |
| 1831   | 19. August    | Situation in Somalia                                                                                       |         |
| 1832   | 27. August    | Situation im Nahen Osten                                                                                   |         |
| 1833   | 22. September | Situation in Afghanistan                                                                                   |         |
| 1834   | 24. September | Situation in Tschad, Zentralafrikanische Republik und Umgebung                                             |         |
| 1835   | 27. September | Nichtweiterverbreitung von Massenvernichtungswaffen                                                        |         |
| 1836   | 29. September | Situation in Liberia                                                                                       |         |
| 1837   | 29. September | Internationales Tribunal für das frühere Jugoslawien                                                       |         |
| 1838   | 7. Oktober    | Situation in Somalia                                                                                       |         |
| 1839   | 9. Oktober    | Situation in Georgien                                                                                      |         |
| 1840   | 14. Oktober   | Situation in Haiti                                                                                         |         |
| 1841   | 15. Oktober   | Berichte des Generalsekretärs zum Sudan                                                                    |         |
| 1842   | 29. Oktober   | Situation in der Elfenbeinküste                                                                            |         |
| 1843   | 20. November  | Situation in der Demokratischen Republik Kongo                                                             |         |
| 1844   | 20. November  | Situation in Somalia                                                                                       |         |
| 1845   | 20. November  | Situation in Bosnien und Herzegowina                                                                       |         |
| 1846   | 2. Dezember   | Situation in Somalia                                                                                       |         |
| 1847   | 12. Dezember  | Situation in Zypern                                                                                        |         |
| 1848   | 12. Dezember  | Situation im Nahen Osten                                                                                   |         |
| 1849   | 12. Dezember  | Internationales Tribunal zum früheren Jugoslawien                                                          |         |
| 1850   | 16. Dezember  | Situation im Nahen Osten einschließlich der Palästinenser-Frage                                            |         |
| 1851   | 16. Dezember  | Situation in Somalia                                                                                       |         |
| 1852   | 16. Dezember  | Situation im Nahen Osten                                                                                   |         |
| 1853   | 19. Dezember  | Situation in Somalia                                                                                       |         |
| 1854   | 19. Dezember  | Situation in Liberia                                                                                       |         |
| 1855   | 19. Dezember  | Internationales Tribunal zum früheren Jugoslawien                                                          |         |
| 1856   | 22. Dezember  | Situation in der Demokratischen Republik Kongo                                                             |         |
| 1857   | 22. Dezember  | Situation in der Demokratischen Republik Kongo                                                             |         |
| 1858   | 22. Dezember  | Situation in Burundi                                                                                       | BINUB   |
| 1859   | 22. Dezember  | Situation in Irak                                                                                          |         |